# Władysława Majerczyk
Władysława Majerczyk (* 16. Juni 1952 in Poronin) ist eine ehemalige polnische Skilangläuferin.
Majerczyk, die für den LKS Poroniec Poronin startete und an der Jagiellonen-Universität in Krakau Mathematik studierte, belegte bei den Olympischen Winterspielen 1972 in Sapporo den 34. Platz über 10 km und den 23. Rang über 5 km. Zwei Jahre später lief sie bei den Nordischen Skiweltmeisterschaften in Falun auf den 20. Platz über 10 km, auf den zehnten Rang über 5 km und auf den siebten Platz mit der Staffel. Letztmals international startete sie bei den Olympischen Winterspielen 1976 in Innsbruck. Dort erreichte sie den 24. Platz über 5 km, den 20. Rang über 10 km und den achten Platz zusammen mit Anna Pawlusiak, Anna Gębala-Duraj und Maria Trebunia in der Staffel. Bei polnischen Meisterschaften siegte sie sechsmal mit der Staffel (1971–1976) und jeweils einmal über 5 km (1974) sowie 10 km (1974). Ihre Schwester Józefa Chromik war ebenfalls als Skilangläuferin aktiv.